# Robertus Rubiyatmoko

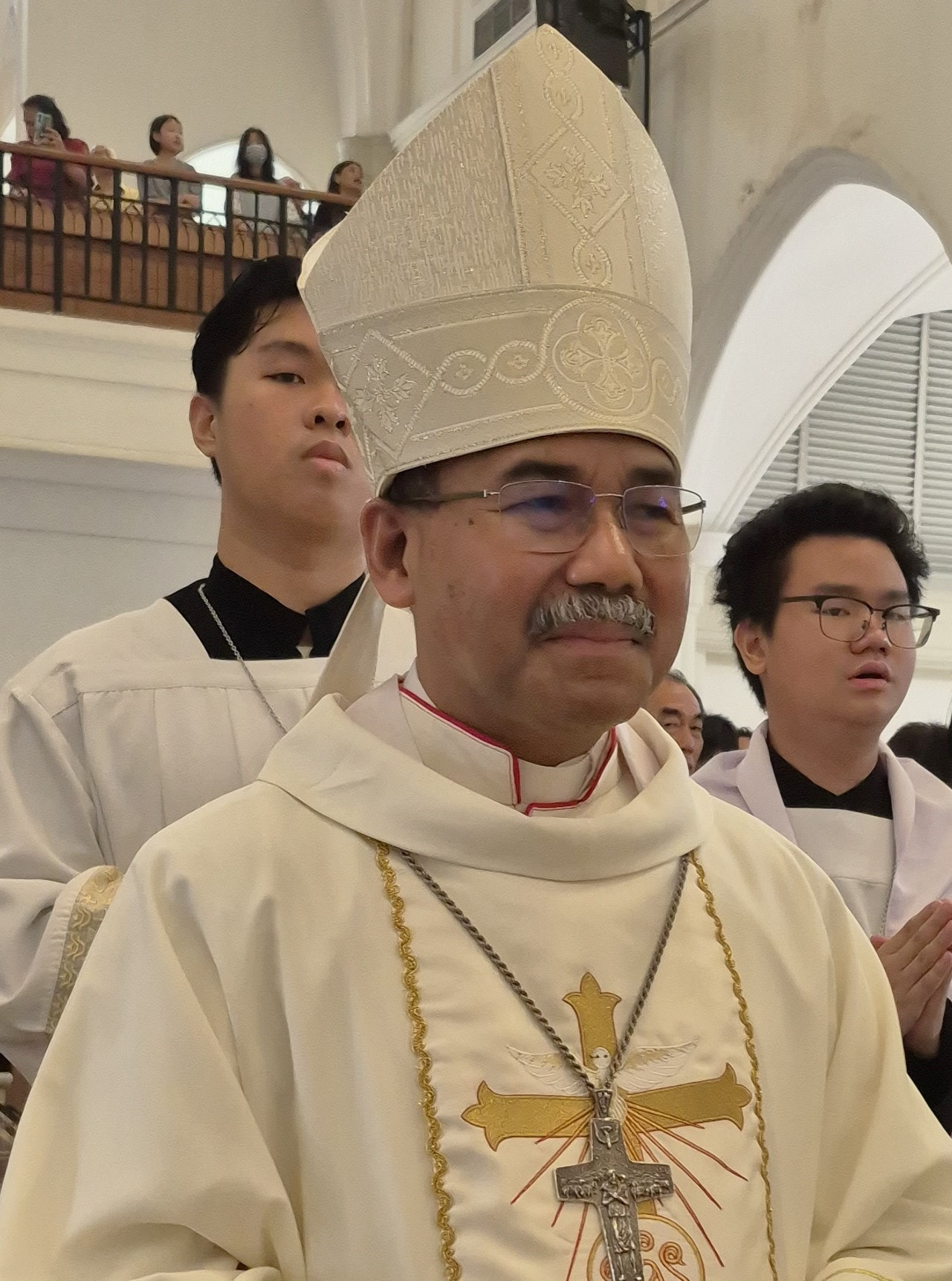
Robertus Rubiyatmoko

Wappen von Robertus Rubiyatmoko

Robertus Rubiyatmoko (* 10. Oktober 1963 in Sleman, Indonesien) ist römisch-katholischer Erzbischof von Semarang.

## Leben
Robertus Rubiyatmoko empfing am 12. August 1992 das Sakrament der Priesterweihe.
Am 18. März 2017 ernannte ihn Papst Franziskus zum Erzbischof von Semarang. Die Weihe erfolgte am 19. Mai durch Ignatius Suharyo Hardjoatmodjo.